# Hrobka rodu Baillet de Latour
Hrobka rodu Baillet de Latour, případně hrobka Latourů je pohřební kaple sv. Jana Nepomuckého pro příslušníky šlechtického původně španělsko-nizozemského rodu Baillet de Latour. Nachází se na vyvýšeném ohrazeném místě v Radeníně v okrese Tábor. Pozdně barokní kaple z roku 1740 byla v roce 1879 upravena na rodové pohřebiště. Hrobová kaple je ve vlastnictví obce a je jako soubor spolu s dvěma plastikami památkově chráněná.

## Historie

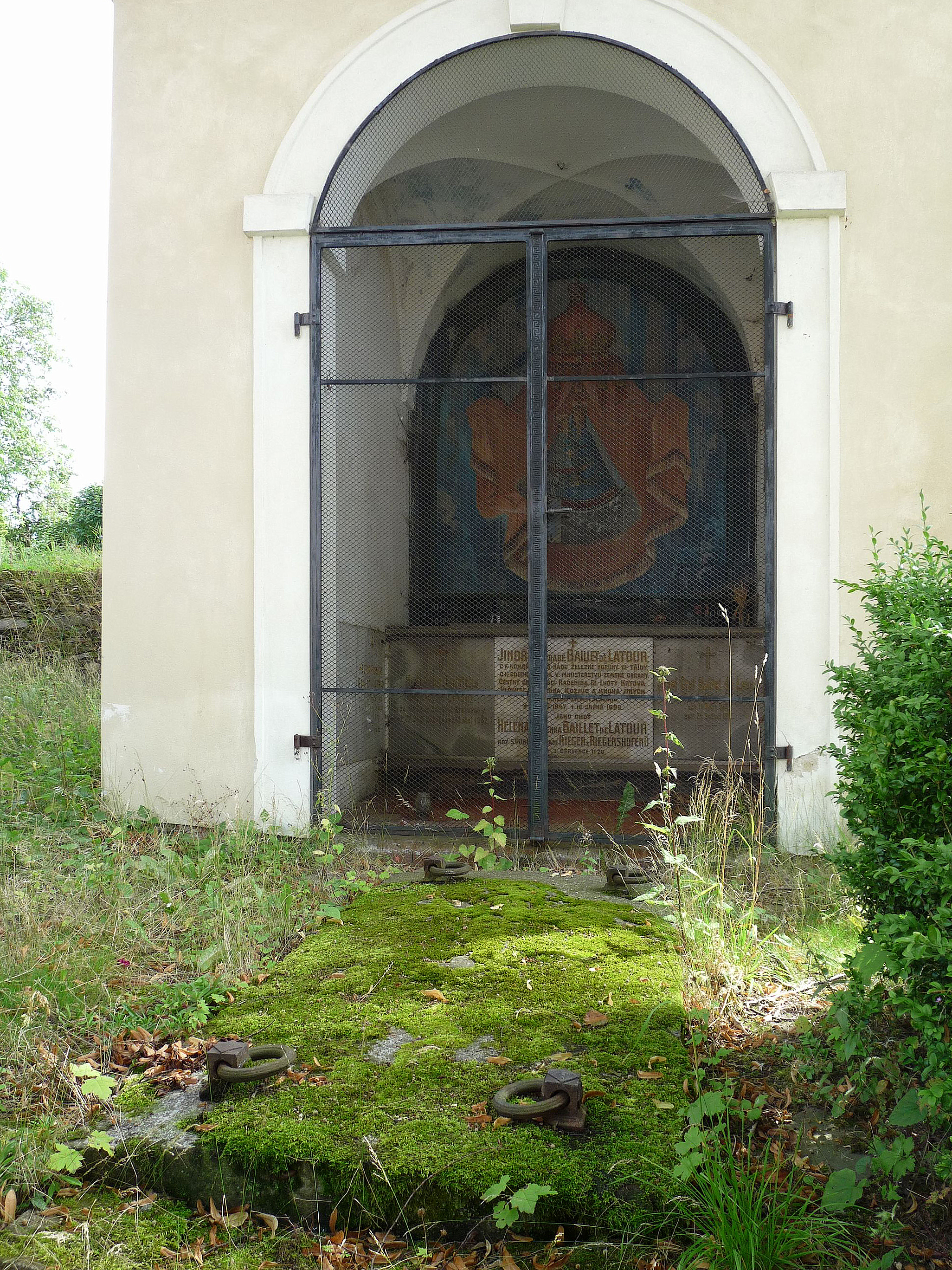
Vchod do krypty před kaplí

Statek Radenín se dostal do majetku rodu Baillet de Latour v roce 1878, kdy ho po svém otci zdědila Jindřiška Kolowrat-Krakowská (1828–1902), která se v roce 1846 provdala za Josefa Jana Bailleta de Latour (1815–1891). Statek zvelebovala již před rokem 1878. 
Kaple sv. Jana Nepomuckého byla postavena jako hřbitovní kaple v roce 1740. V roce 1879 byla před kaplí zřízena krypta, v níž byli pohřbíváni majitelé radenínského statku a další rodinní příslušníci.
V roce 1870 k ní byly přeneseny sochy sv. Františka z Pauly a sv. Jana Nepomuckého od budovy kostela.

## Architektura a výzdoba

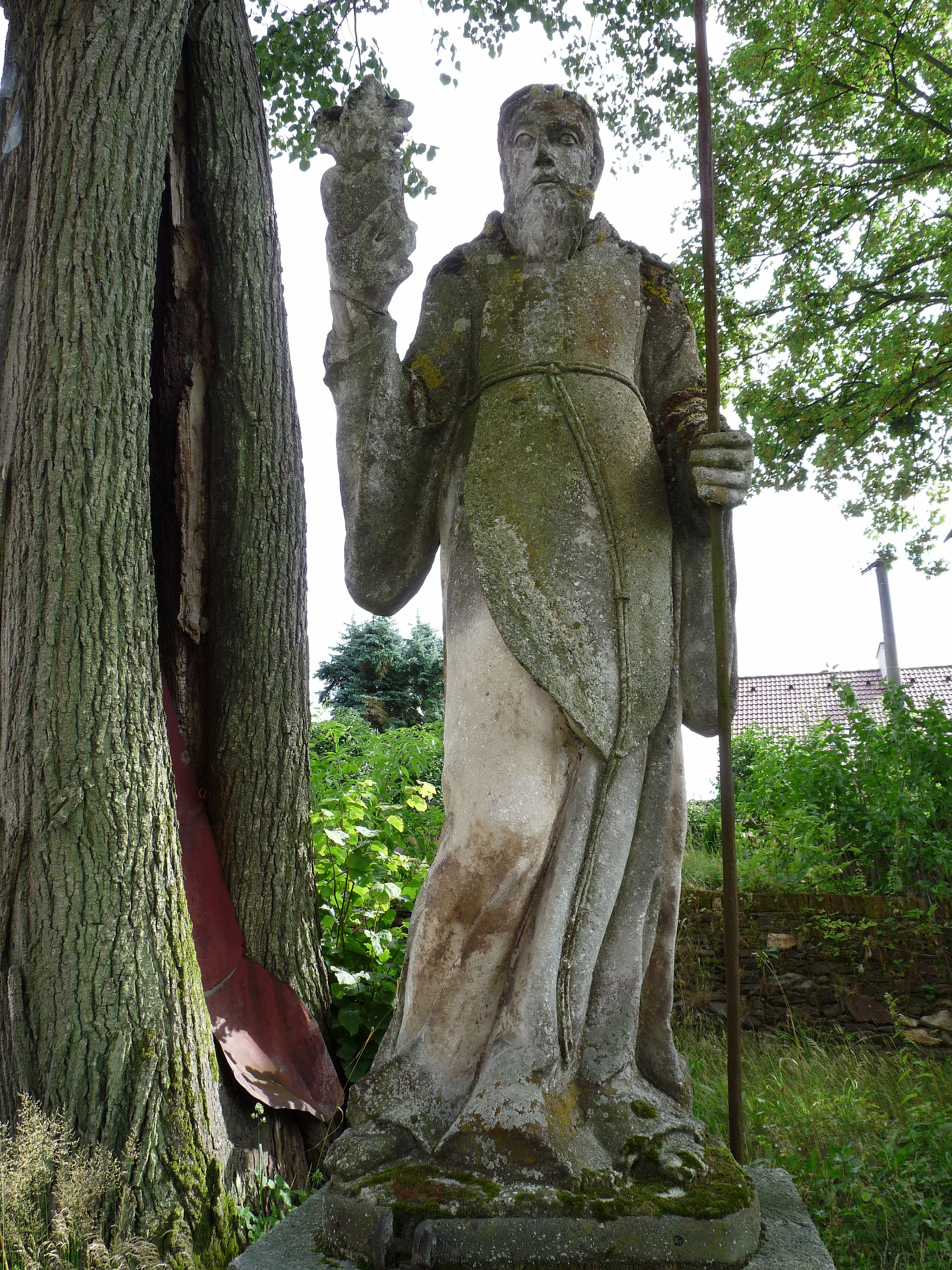
Socha sv. Františka z Pauly

| Nápisy na soklech soch: S. FRANCI CVS DE PAVLA ILL. DD FERDIN IGNA COM DES FOVRS A 1717 (Svatý František z Pauly. Přeosvícený pán pan Ferdinand Ignác hrabě Des Fours léta 1717.) S. JOAN NEPOMI EX VOTO F I C D F DIF IO I VI II 1727 (Svatý Jan Nepomucký. Na připomínku Ferdinanda Ignáce hraběte Des Fours nechal postavit Jan Václav Des Fours 1727.) |
| |

Kaple s hrobkou se nachází východně od kostela sv. Markéty na dohled od zámku Radenín. Původně byla součástí hřbitova, který se rozkládal kolem kostela, později byla od areálu oddělena komunikací. Na oplocený vyvýšený pozemek se vchází po několika schodech. 
Pozdně barokní omítnutá kaple byla postavena z lomového zdiva na obdélném půdorysu o rozměrech 2,8 krát 3 metry. Zdobí ji křídlový štít. Uprostřed štítu je plastický rodový erb. Štít je završen dvojramenným kovovým křížem. Vchod je půlkruhově zaklenutý, vyvedený ve štukovém portálku s jedním klenákem a dvěma hranolovými hlavicemi. Kaple má křížovou klenbu. Uvnitř se nachází obraz Panny Marie (snad Klokotské) a náhrobníky Bailletů de Latour z 19. a 20. století.
Před kaplí kryje vstup do krypty velká obdélníková kamenná deska s plastickým latinským křížem v horní polovině a čtyřmi kruhovými úchyty v rozích.
Po stranách kaple jsou situovány dvě sochy o výšce přibližně 3,5 metru z první poloviny 18. století. Levá (severní) představuje sv. Františka z Pauly. Světec drží v levé ruce hůl a v pravé hořící srdce. Nápis na podstavci udává rok 1717. Pravá (jižní) socha představuje sv. Jana Nepomuckého, který v levé ruce drží kříž a prst pravé ruky má před ústy jako symbol mlčení. Je oděn v chórovém oděvu, tedy v klerice, rochetě, almuci a s biretem. Nápis na podstavci udává rok 1727. Zatímco sokly jsou ze žuly, plastiky jsou z umělého kamene. Sochy mohou být mladší než dokládá datace na kamenných soklech.
Vedle kaple rostou také dvě mohutné lípy velkolisté. Kolem plotu jsou vysázeny keře.

## Seznam pohřbených
Seznam vychází z nápisů na náhrobních deskách. Maxmilián Baillet de Latour (1737–1806), generál jízdy a zemský velitel na Moravě a ve Slezsku, a jeho syn Theodor (1780–1848), rakouský polní zbrojmistr a ministr války, byli pohřbeni na Vídeňském ústředním hřbitově.

### Chronologicky podle data úmrtí
V tabulce jsou uvedeny základní informace o pohřbených. Fialově jsou vyznačeni příslušníci rodu Baillet de Latour, žlutě jsou vyznačeny manželky, pokud zde byly pohřbeny. Červeně jsou zvýrazněni majitelé zámku Radenín. Počátky rodu, který pocházel z Burgundska, sahají až k roku 1066. První doložený  člen rodu Jan de Baillet působil v roce 1379 jako komorník burgundských vévodů. Zde jsou však generace počítány teprve od Maxmiliána Baillet de Latour (1737–1806), zakladatele rakouské rodové linie. Bailletové de Latour byli povýšeni do španělsko-nizozemského šlechtického stavu v roce 1674 a do rakousko-nizozemského hraběcího stavu v roce 1719. U manželek, resp. manželů z jiných rodů je generace v závorce a týká se generace manžela, resp. manželky. Děti jsou vypsány v poznámce u matky, avšak pokud byla matka pohřbena jinde, jsou děti uvedeny v poznámce u otce. Poslední dvě osoby zemřely v Radeníně, ale není potvrzeno, kde přesně byly pohřbeny, proto mají speciální číslování.
| Po-řadí | Gene-race | Jméno pohřbeného                    | Datum a místo narození        | Otec                                                                          | Datum a místo sňatku, choť                                                                       | Pohřeb a uložení do hrobky             | Poznámky |
| Po-řadí | Gene-race | Jméno pohřbeného                    | Datum a místo úmrtí           | Matka                                                                         | Datum a místo sňatku, choť                                                                       | Pohřeb a uložení do hrobky             | Poznámky |
| ------- | --------- | ----------------------------------- | ----------------------------- | ----------------------------------------------------------------------------- | ------------------------------------------------------------------------------------------------ | -------------------------------------- | --- |
| 1.      | 3.        | Josef Jan Baillet de Latour         | 19. 3. 1815 Vídeň             | Josef Baillet de Latour 24. 11. 1775 – 18. 9. 1831                            | 20. 10. 1846 Hroby: Jindřiška Kolowrat-Krakowská (č. 3)                                          |                                        | C. k. komoří a major. |
| 1.      | 3.        | Josef Jan Baillet de Latour         | 26. 8. 1891 Radenín           | Františka Fürlerová 16. 7. 1790 – 31. 3. 1853                                 | 20. 10. 1846 Hroby: Jindřiška Kolowrat-Krakowská (č. 3)                                          |                                        | C. k. komoří a major. |
| 2.      | 4.        | Jindřich Baillet de Latour          | 8. 9. 1847 Praha              | Josef Jan Baillet de Latour (č. 1)                                            | 16. 6. 1877 Praha: Helena Riegerová z Riegershofenu (č. 4)                                       |                                        | C. k. komoří, rytíř Řádu železné koruny III. třídy, sekční rada. |
| 2.      | 4.        | Jindřich Baillet de Latour          | 16. 8. 1899 Vídeň             | Jindřiška Kolowrat-Krakowská (č. 3)                                           | 16. 6. 1877 Praha: Helena Riegerová z Riegershofenu (č. 4)                                       |                                        | C. k. komoří, rytíř Řádu železné koruny III. třídy, sekční rada. |
| 3.      | (3.)      | Jindřiška Kolowrat-Krakowská        | 27. 7. 1828 Praha             | Jindřich Kolowrat-Krakowský 28. 9. 1801 Radovesice – 4. 3. 1878 Praha         | 20. 10. 1846 Hroby: Josef Jan Baillet de Latour (č. 1)                                           | Pohřbena 14. 5. 1902 v rodinné hrobce. | Majitelka statku Radenín. Narodily se jí následující děti: - 1. Jindřich (1847–1899; č. 2) - 2. Theodor (*/† 1848; č. x848) - 3. Viktor (1850–1854; č.x854) - 4. Helena (1854–1932; č. 5)                                              |
| 3.      | (3.)      | Jindřiška Kolowrat-Krakowská        | 10. 5. 1902 Praha             | Kateřina z Kleinbergeru 1. 12. 1802 – 11. 12. 1867 Praha                      | 20. 10. 1846 Hroby: Josef Jan Baillet de Latour (č. 1)                                           | Pohřbena 14. 5. 1902 v rodinné hrobce. | Majitelka statku Radenín. Narodily se jí následující děti: - 1. Jindřich (1847–1899; č. 2) - 2. Theodor (*/† 1848; č. x848) - 3. Viktor (1850–1854; č.x854) - 4. Helena (1854–1932; č. 5)                                              |
| 4.      | (4.)      | Helena Riegerová z Riegershofenu    | 7. 5. 1855 Praha              | Václav Rieger z Riegershofenu                                                 | 16. 6. 1877 Praha: Jindřich Baillet de Latour (č. 2)                                             |                                        | Narodil se jí následující syn: - René (1878–1970; č. x970) |
| 4.      | (4.)      | Helena Riegerová z Riegershofenu    | 3. 1. 1928 Radenín            | Marie von Starck                                                              | 16. 6. 1877 Praha: Jindřich Baillet de Latour (č. 2)                                             |                                        | Narodil se jí následující syn: - René (1878–1970; č. x970) |
| 5.      | 4.        | Helena Baillet de Latour            | 6. 11. 1854 Hroby             | Josef Jan Baillet de Latour (č. 1)                                            |                                                                                                  |                                        | Dáma Řádu Alžběty II. třídy, členka ředitelství Klárova ústavu slepců. |
| 5.      | 4.        | Helena Baillet de Latour            | 13. 12. 1932                  | Jindřiška Kolowrat-Krakowská (č. 3)                                           |                                                                                                  |                                        | Dáma Řádu Alžběty II. třídy, členka ředitelství Klárova ústavu slepců. |
| 6.      | 6.        | Eugenie Ernestina Baillet de Latour | 27. 2. 1911 Děčín             | René Josef Baillet de Latour (č. x970)                                        | 16. 7. 1940 Radenín: Egon Kolowrat-Krakowský-Liebsteinský 14. 12. 1889 Praha – 26. 6. 1971 Praha |                                        | Členka III. řádu sv. Františka. Narodila se jí dcera: - Františka, provd. Krausová a posléze Ziegelová (1941–?), jedna z restituentek Hrobů a Radenína                                                                                 |
| 6.      | 6.        | Eugenie Ernestina Baillet de Latour | 15. 10. 1941 Radenín          | Johanna Wratislavová z Mitrowicz (č. 967)                                     | 16. 7. 1940 Radenín: Egon Kolowrat-Krakowský-Liebsteinský 14. 12. 1889 Praha – 26. 6. 1971 Praha |                                        | Členka III. řádu sv. Františka. Narodila se jí dcera: - Františka, provd. Krausová a posléze Ziegelová (1941–?), jedna z restituentek Hrobů a Radenína                                                                                 |
| x967.   | (5.)      | Johanna Wratislavová z Mitrowicz    | 18. 1. 1886 Praha-Malá Strana | Evžen František Wratislav z Mitrowicz 17. 6. 1855 Krnsko – 22. 6. 1897 Merano | 20. 4. 1910 Děčín: René Josef Baillet de Latour (č. x970)                                        |                                        | Narodily se jí dvě dcery: - 1. Eugenie Ernestina (1911–1941; č. 6) - 2. Ernestina Helena (1914–2011; pohřbena na hřbitově v Japonsu), ultima familiae české (rakouské) linie, amatérská malířka, jedna z restituentek Hrobů a Radenína |
| x967.   | (5.)      | Johanna Wratislavová z Mitrowicz    | 29. 8. 1967 Radenín           | Ernestina z Thun-Hohensteinu 24. 11. 1858 Praha – 13. 5. 1948 Dírná           | 20. 4. 1910 Děčín: René Josef Baillet de Latour (č. x970)                                        |                                        | Narodily se jí dvě dcery: - 1. Eugenie Ernestina (1911–1941; č. 6) - 2. Ernestina Helena (1914–2011; pohřbena na hřbitově v Japonsu), ultima familiae české (rakouské) linie, amatérská malířka, jedna z restituentek Hrobů a Radenína |
| x970.   | 5.        | René Josef Baillet de Latour        | 18. 10. 1878 Tábor            | Jindřich Baillet de Latour (č. 2)                                             | 20. 4. 1910 Děčín: Johanna Wratislavová z Mitrowicz (č. x967)                                    |                                        | Ultimus familiae české (rakouské) linie. Poslanec Českého zemského sněmu, majitel statků Radenín (1902–1948/1950) a Hroby (1920–1948/1950), signatář Prohlášení české šlechty.                                                         |
| x970.   | 5.        | René Josef Baillet de Latour        | 25. 11. 1970 Radenín          | Helena Riegerová z Riegershofenu (č. 4)                                       | 20. 4. 1910 Děčín: Johanna Wratislavová z Mitrowicz (č. x967)                                    |                                        | Ultimus familiae české (rakouské) linie. Poslanec Českého zemského sněmu, majitel statků Radenín (1902–1948/1950) a Hroby (1920–1948/1950), signatář Prohlášení české šlechty.                                                         |

## Nápisové desky
Vlevo: 
| † EUGENIE ANTONIE ŘÍŠSKÁ HRABĚNKA KOLOWRAT-KRAKOVSKY- LIEBSTEINSKY, ??? BAILLET DE LATOUR ČLENKA III. ŘÁDU SV. FRANTIŠKA * 27. 2. 1911 – † 15. 10. 1941 | † HELENA HRABĚNKA BAILLET DE LATOUR DÁMA ŘÁDU ALŽBĚTY II TŘÍDY. ČLENKA ŘÍDITELSTVÍ KLÁROVA ÚSTAVU SLEPCŮ A T. D. * 5.11.1854 – + 13.12.1932 |

Čelní strana
| † Hraběnka Jindřiška Baillet de Latour roz. říšská hr. Kolovrat-Krakovsky, roz. 27. Juli 1828, zemř. 10. Maj 1902. | † JINDŘICH HRABĚ BAILLET DE LATOUR, C. K. KOMOŘÍ, RYTÍŘ ŘÁDU ŽELEZNÉ KORUNY III. TŘÍDY, C. K. ODBORNÝ RADA V MINISTERSTVU ZEMSKÉ OBRANY. ČESTNÝ OBČAN OBCÍ: RADENÍNA, DL. LHOTY, KRTOVA, VLČOVSI, CHRBONÍNA, KOZMIC A MNOHA JINÝCH OBCÍ OKRESU LITOMYŠLSKÉHO. * 8. ZÁŘÍ 1847, † 16. SRPNA 1899 JEHO CHOŤ HELENA HRABĚNKA BAILLET DE LATOUR, ROZ. SVOBODNÁ PANÍ RIEGER Z RIEGERSHOFENŮ † 3. ČERVENCE 1928 | † Josef Graf Baillet de Latour k. u. k Major a. D. geb. 19. März 1815, gest. 26. August 1891. |

### Pohřbení ve Hrobech
Někteří příslušníci rakouské (české) rodové linie byli před výstavbou hrobky v Radeníně pohřbeni ve Hrobech. Mají speciální číslování a zelené zvýraznění ve dvou sloupcích. Seznam nemusí být kompletní.
| Po-řadí | Gene-race | Jméno pohřbeného                    | Datum a místo narození | Otec                                | Datum a místo sňatku, choť | Pohřeb a uložení do hrobky      | Poznámky                               |
| Po-řadí | Gene-race | Jméno pohřbeného                    | Datum a místo úmrtí    | Matka                               | Datum a místo sňatku, choť | Pohřeb a uložení do hrobky      | Poznámky                               |
| ------- | --------- | ----------------------------------- | ---------------------- | ----------------------------------- | -------------------------- | ------------------------------- | -------------------------------------- |
| x848.   | 4.        | Theodor František Baillet de Latour | 16. 9. 1848 Hroby      | Josef Jan Baillet de Latour (č. 1)  |                            | Pohřben 21. 11. 1848 v Hrobech. | Zemřel ve věku dvou měsíců na psotník. |
| x848.   | 4.        | Theodor František Baillet de Latour | 19. 11. 1848 Hroby     | Jindřiška Kolowrat-Krakowská (č. 3) |                            | Pohřben 21. 11. 1848 v Hrobech. | Zemřel ve věku dvou měsíců na psotník. |
| x855.   | 4.        | Viktor Jindřich Baillet de Latour   | 5. 9. 1850 Hroby       | Josef Jan Baillet de Latour (č. 1)  |                            | Pohřben 31. 3. 1855 v Hrobech.  | Zemřel ve věku 4 let na ochrnutí plic. |
| x855.   | 4.        | Viktor Jindřich Baillet de Latour   | 29. 3. 1855 Hroby      | Jindřiška Kolowrat-Krakowská (č. 3) |                            | Pohřben 31. 3. 1855 v Hrobech.  | Zemřel ve věku 4 let na ochrnutí plic. |

### Příbuzenské vztahy pohřbených
Následující schéma znázorňuje příbuzenské vztahy Bailletů de Latour. Červeně orámovaní byli uloženi v pohřební kapli v Radeníně a oranžově pochováni v sousedních Hrobech. Zeleně je vyznačen Maxmilián Baillet de Latour (1737–1806), zakladatel rakouské rodové linie, modře je orámován Theodor Baillet de Latour (1780–1848), rakouský ministr války zavražděný v revolučním roce 1848. Arabské číslice odpovídají pořadí úmrtí podle předchozí tabulky, římské číslice představují pořadí manžela nebo manželky, pokud někdo vstoupil do manželství více než jednou. Vzhledem k účelu schématu se nejedná o kompletní rodokmen.
|                                   |                                   |                                   |                                   |                                          |                                          |                                          |                                          |                                          |                                          |                                         |                                         |                                           |                                           |                                           |                                           |                                                  |                                                  |                                                  |                                                  |                                                  |                                                  |                                                  |                                                  |                                                  |                                                  |                                                    |                                                    |                                                    |                                                    |                                                    |                                                    |                                     |                                     |  |  | Maxmilián Baillet de Latour 1737–1806             | Maxmilián Baillet de Latour 1737–1806             | Maxmilián Baillet de Latour 1737–1806             | Maxmilián Baillet de Latour 1737–1806             | Maxmilián Baillet de Latour 1737–1806             | Maxmilián Baillet de Latour 1737–1806             |  |  | Marie Františka Guerin de la Marche 1751–1806 | Marie Františka Guerin de la Marche 1751–1806 | Marie Františka Guerin de la Marche 1751–1806 | Marie Františka Guerin de la Marche 1751–1806 | Marie Františka Guerin de la Marche 1751–1806 | Marie Františka Guerin de la Marche 1751–1806 |                                       |                                       |  |  |                                            |                                            |                                            |                                            |                                            |                                            |  |  |  |  |                                         |                                         |                                         |                                         |                                         |                                         |  |  |                                                            |                                                            |                                                            |                                                            |                                                            |                                                            |  |  |
|                                   |                                   |                                   |                                   |                                          |                                          |                                          |                                          |                                          |                                          |                                         |                                         |                                           |                                           |                                           |                                           |                                                  |                                                  |                                                  |                                                  |                                                  |                                                  |                                                  |                                                  |                                                  |                                                  |                                                    |                                                    |                                                    |                                                    |                                                    |                                                    |                                     |                                     |  |  | Maxmilián Baillet de Latour 1737–1806             | Maxmilián Baillet de Latour 1737–1806             | Maxmilián Baillet de Latour 1737–1806             | Maxmilián Baillet de Latour 1737–1806             | Maxmilián Baillet de Latour 1737–1806             | Maxmilián Baillet de Latour 1737–1806             |  |  | Marie Františka Guerin de la Marche 1751–1806 | Marie Františka Guerin de la Marche 1751–1806 | Marie Františka Guerin de la Marche 1751–1806 | Marie Františka Guerin de la Marche 1751–1806 | Marie Františka Guerin de la Marche 1751–1806 | Marie Františka Guerin de la Marche 1751–1806 |                                       |                                       |  |  |                                            |                                            |                                            |                                            |                                            |                                            |  |  |  |  |                                         |                                         |                                         |                                         |                                         |                                         |  |  |                                                            |                                                            |                                                            |                                                            |                                                            |                                                            |  |  |
|                                   |                                   |                                   |                                   |                                          |                                          |                                          |                                          |                                          |                                          |                                         |                                         |                                           |                                           |                                           |                                           |                                                  |                                                  |                                                  |                                                  |                                                  |                                                  |                                                  |                                                  |                                                  |                                                  |                                                    |                                                    |                                                    |                                                    |                                                    |                                                    |                                     |                                     |  |  |                                                   |                                                   |                                                   |                                                   |                                                   |                                                   |  |  |                                               |                                               |                                               |                                               |                                               |                                               |                                       |                                       |  |  |                                            |                                            |                                            |                                            |                                            |                                            |  |  |  |  |                                         |                                         |                                         |                                         |                                         |                                         |  |  |                                                            |                                                            |                                                            |                                                            |                                                            |                                                            |  |  |
|                                   |                                   |                                   |                                   |                                          |                                          |                                          |                                          |                                          |                                          |                                         |                                         |                                           |                                           |                                           |                                           |                                                  |                                                  |                                                  |                                                  |                                                  |                                                  |                                                  |                                                  |                                                  |                                                  |                                                    |                                                    |                                                    |                                                    |                                                    |                                                    |                                     |                                     |  |  |                                                   |                                                   |                                                   |                                                   |                                                   |                                                   |  |  |                                               |                                               |                                               |                                               |                                               |                                               |                                       |                                       |  |  |                                            |                                            |                                            |                                            |                                            |                                            |  |  |  |  |                                         |                                         |                                         |                                         |                                         |                                         |  |  |                                                            |                                                            |                                                            |                                                            |                                                            |                                                            |  |  |
| Josef Baillet de Latour 1775–1831 | Josef Baillet de Latour 1775–1831 | Josef Baillet de Latour 1775–1831 | Josef Baillet de Latour 1775–1831 | Josef Baillet de Latour 1775–1831        | Josef Baillet de Latour 1775–1831        |                                          |                                          | Františka Fürler 1790–1853               | Františka Fürler 1790–1853               | Františka Fürler 1790–1853              | Františka Fürler 1790–1853              | Františka Fürler 1790–1853                | Františka Fürler 1790–1853                |                                           |                                           |                                                  |                                                  | Karolína Baillet de Latour 1777–1840             | Karolína Baillet de Latour 1777–1840             | Karolína Baillet de Latour 1777–1840             | Karolína Baillet de Latour 1777–1840             | Karolína Baillet de Latour 1777–1840             | Karolína Baillet de Latour 1777–1840             |                                                  |                                                  |                                                    |                                                    | Theodor Baillet de Latour 1780–1848                | Theodor Baillet de Latour 1780–1848                | Theodor Baillet de Latour 1780–1848                | Theodor Baillet de Latour 1780–1848                | Theodor Baillet de Latour 1780–1848 | Theodor Baillet de Latour 1780–1848 |  |  | Sofie Bourcier 1796–1889                          | Sofie Bourcier 1796–1889                          | Sofie Bourcier 1796–1889                          | Sofie Bourcier 1796–1889                          | Sofie Bourcier 1796–1889                          | Sofie Bourcier 1796–1889                          |  |  |                                               |                                               | Charlotte Baillet de Latour 1784–1809         | Charlotte Baillet de Latour 1784–1809         | Charlotte Baillet de Latour 1784–1809         | Charlotte Baillet de Latour 1784–1809         | Charlotte Baillet de Latour 1784–1809 | Charlotte Baillet de Latour 1784–1809 |  |  | Karel František Roden z Hirzenau 1781–1863 | Karel František Roden z Hirzenau 1781–1863 | Karel František Roden z Hirzenau 1781–1863 | Karel František Roden z Hirzenau 1781–1863 | Karel František Roden z Hirzenau 1781–1863 | Karel František Roden z Hirzenau 1781–1863 |  |  |  |  | Nicolassine Baillet de Latour 1788–1840 | Nicolassine Baillet de Latour 1788–1840 | Nicolassine Baillet de Latour 1788–1840 | Nicolassine Baillet de Latour 1788–1840 | Nicolassine Baillet de Latour 1788–1840 | Nicolassine Baillet de Latour 1788–1840 |  |  | Jan Nepomuk z Thun-Hohensteinu (choltická linie) 1786–1861 | Jan Nepomuk z Thun-Hohensteinu (choltická linie) 1786–1861 | Jan Nepomuk z Thun-Hohensteinu (choltická linie) 1786–1861 | Jan Nepomuk z Thun-Hohensteinu (choltická linie) 1786–1861 | Jan Nepomuk z Thun-Hohensteinu (choltická linie) 1786–1861 | Jan Nepomuk z Thun-Hohensteinu (choltická linie) 1786–1861 |  |  |
| Josef Baillet de Latour 1775–1831 | Josef Baillet de Latour 1775–1831 | Josef Baillet de Latour 1775–1831 | Josef Baillet de Latour 1775–1831 | Josef Baillet de Latour 1775–1831        | Josef Baillet de Latour 1775–1831        |                                          |                                          | Františka Fürler 1790–1853               | Františka Fürler 1790–1853               | Františka Fürler 1790–1853              | Františka Fürler 1790–1853              | Františka Fürler 1790–1853                | Františka Fürler 1790–1853                |                                           |                                           |                                                  |                                                  | Karolína Baillet de Latour 1777–1840             | Karolína Baillet de Latour 1777–1840             | Karolína Baillet de Latour 1777–1840             | Karolína Baillet de Latour 1777–1840             | Karolína Baillet de Latour 1777–1840             | Karolína Baillet de Latour 1777–1840             |                                                  |                                                  |                                                    |                                                    | Theodor Baillet de Latour 1780–1848                | Theodor Baillet de Latour 1780–1848                | Theodor Baillet de Latour 1780–1848                | Theodor Baillet de Latour 1780–1848                | Theodor Baillet de Latour 1780–1848 | Theodor Baillet de Latour 1780–1848 |  |  | Sofie Bourcier 1796–1889                          | Sofie Bourcier 1796–1889                          | Sofie Bourcier 1796–1889                          | Sofie Bourcier 1796–1889                          | Sofie Bourcier 1796–1889                          | Sofie Bourcier 1796–1889                          |  |  |                                               |                                               | Charlotte Baillet de Latour 1784–1809         | Charlotte Baillet de Latour 1784–1809         | Charlotte Baillet de Latour 1784–1809         | Charlotte Baillet de Latour 1784–1809         | Charlotte Baillet de Latour 1784–1809 | Charlotte Baillet de Latour 1784–1809 |  |  | Karel František Roden z Hirzenau 1781–1863 | Karel František Roden z Hirzenau 1781–1863 | Karel František Roden z Hirzenau 1781–1863 | Karel František Roden z Hirzenau 1781–1863 | Karel František Roden z Hirzenau 1781–1863 | Karel František Roden z Hirzenau 1781–1863 |  |  |  |  | Nicolassine Baillet de Latour 1788–1840 | Nicolassine Baillet de Latour 1788–1840 | Nicolassine Baillet de Latour 1788–1840 | Nicolassine Baillet de Latour 1788–1840 | Nicolassine Baillet de Latour 1788–1840 | Nicolassine Baillet de Latour 1788–1840 |  |  | Jan Nepomuk z Thun-Hohensteinu (choltická linie) 1786–1861 | Jan Nepomuk z Thun-Hohensteinu (choltická linie) 1786–1861 | Jan Nepomuk z Thun-Hohensteinu (choltická linie) 1786–1861 | Jan Nepomuk z Thun-Hohensteinu (choltická linie) 1786–1861 | Jan Nepomuk z Thun-Hohensteinu (choltická linie) 1786–1861 | Jan Nepomuk z Thun-Hohensteinu (choltická linie) 1786–1861 |  |  |
|                                   |                                   |                                   |                                   |                                          |                                          |                                          |                                          |                                          |                                          |                                         |                                         |                                           |                                           |                                           |                                           |                                                  |                                                  |                                                  |                                                  |                                                  |                                                  |                                                  |                                                  |                                                  |                                                  |                                                    |                                                    |                                                    |                                                    |                                                    |                                                    |                                     |                                     |  |  |                                                   |                                                   |                                                   |                                                   |                                                   |                                                   |  |  |                                               |                                               |                                               |                                               |                                               |                                               |                                       |                                       |  |  |                                            |                                            |                                            |                                            |                                            |                                            |  |  |  |  |                                         |                                         |                                         |                                         |                                         |                                         |  |  |                                                            |                                                            |                                                            |                                                            |                                                            |                                                            |  |  |
|                                   |                                   |                                   |                                   |                                          |                                          |                                          |                                          |                                          |                                          |                                         |                                         |                                           |                                           |                                           |                                           |                                                  |                                                  |                                                  |                                                  |                                                  |                                                  |                                                  |                                                  |                                                  |                                                  |                                                    |                                                    |                                                    |                                                    |                                                    |                                                    |                                     |                                     |  |  |                                                   |                                                   |                                                   |                                                   |                                                   |                                                   |  |  |                                               |                                               |                                               |                                               |                                               |                                               |                                       |                                       |  |  |                                            |                                            |                                            |                                            |                                            |                                            |  |  |  |  |                                         |                                         |                                         |                                         |                                         |                                         |  |  |                                                            |                                                            |                                                            |                                                            |                                                            |                                                            |  |  |
|                                   |                                   |                                   |                                   | 1. Josef Jan Baillet de Latour 1815–1891 | 1. Josef Jan Baillet de Latour 1815–1891 | 1. Josef Jan Baillet de Latour 1815–1891 | 1. Josef Jan Baillet de Latour 1815–1891 | 1. Josef Jan Baillet de Latour 1815–1891 | 1. Josef Jan Baillet de Latour 1815–1891 |                                         |                                         | 3. Jindřiška Kolowrat-Krakowská 1828–1902 | 3. Jindřiška Kolowrat-Krakowská 1828–1902 | 3. Jindřiška Kolowrat-Krakowská 1828–1902 | 3. Jindřiška Kolowrat-Krakowská 1828–1902 | 3. Jindřiška Kolowrat-Krakowská 1828–1902        | 3. Jindřiška Kolowrat-Krakowská 1828–1902        |                                                  |                                                  |                                                  |                                                  |                                                  |                                                  |                                                  |                                                  |                                                    |                                                    |                                                    |                                                    |                                                    |                                                    |                                     |                                     |  |  |                                                   |                                                   |                                                   |                                                   |                                                   |                                                   |  |  |                                               |                                               |                                               |                                               |                                               |                                               |                                       |                                       |  |  |                                            |                                            |                                            |                                            |                                            |                                            |  |  |  |  |                                         |                                         |                                         |                                         |                                         |                                         |  |  |                                                            |                                                            |                                                            |                                                            |                                                            |                                                            |  |  |
|                                   |                                   |                                   |                                   | 1. Josef Jan Baillet de Latour 1815–1891 | 1. Josef Jan Baillet de Latour 1815–1891 | 1. Josef Jan Baillet de Latour 1815–1891 | 1. Josef Jan Baillet de Latour 1815–1891 | 1. Josef Jan Baillet de Latour 1815–1891 | 1. Josef Jan Baillet de Latour 1815–1891 |                                         |                                         | 3. Jindřiška Kolowrat-Krakowská 1828–1902 | 3. Jindřiška Kolowrat-Krakowská 1828–1902 | 3. Jindřiška Kolowrat-Krakowská 1828–1902 | 3. Jindřiška Kolowrat-Krakowská 1828–1902 | 3. Jindřiška Kolowrat-Krakowská 1828–1902        | 3. Jindřiška Kolowrat-Krakowská 1828–1902        |                                                  |                                                  |                                                  |                                                  |                                                  |                                                  |                                                  |                                                  |                                                    |                                                    |                                                    |                                                    |                                                    |                                                    |                                     |                                     |  |  |                                                   |                                                   |                                                   |                                                   |                                                   |                                                   |  |  |                                               |                                               |                                               |                                               |                                               |                                               |                                       |                                       |  |  |                                            |                                            |                                            |                                            |                                            |                                            |  |  |  |  |                                         |                                         |                                         |                                         |                                         |                                         |  |  |                                                            |                                                            |                                                            |                                                            |                                                            |                                                            |  |  |
|                                   |                                   |                                   |                                   |                                          |                                          |                                          |                                          |                                          |                                          |                                         |                                         |                                           |                                           |                                           |                                           |                                                  |                                                  |                                                  |                                                  |                                                  |                                                  |                                                  |                                                  |                                                  |                                                  |                                                    |                                                    |                                                    |                                                    |                                                    |                                                    |                                     |                                     |  |  |                                                   |                                                   |                                                   |                                                   |                                                   |                                                   |  |  |                                               |                                               |                                               |                                               |                                               |                                               |                                       |                                       |  |  |                                            |                                            |                                            |                                            |                                            |                                            |  |  |  |  |                                         |                                         |                                         |                                         |                                         |                                         |  |  |                                                            |                                                            |                                                            |                                                            |                                                            |                                                            |  |  |
|                                   |                                   |                                   |                                   |                                          |                                          |                                          |                                          |                                          |                                          |                                         |                                         |                                           |                                           |                                           |                                           |                                                  |                                                  |                                                  |                                                  |                                                  |                                                  |                                                  |                                                  |                                                  |                                                  |                                                    |                                                    |                                                    |                                                    |                                                    |                                                    |                                     |                                     |  |  |                                                   |                                                   |                                                   |                                                   |                                                   |                                                   |  |  |                                               |                                               |                                               |                                               |                                               |                                               |                                       |                                       |  |  |                                            |                                            |                                            |                                            |                                            |                                            |  |  |  |  |                                         |                                         |                                         |                                         |                                         |                                         |  |  |                                                            |                                                            |                                                            |                                                            |                                                            |                                                            |  |  |
|                                   |                                   |                                   |                                   |                                          |                                          |                                          |                                          | 2. Jindřich Baillet de Latour 1847–1899  | 2. Jindřich Baillet de Latour 1847–1899  | 2. Jindřich Baillet de Latour 1847–1899 | 2. Jindřich Baillet de Latour 1847–1899 | 2. Jindřich Baillet de Latour 1847–1899   | 2. Jindřich Baillet de Latour 1847–1899   |                                           |                                           | 4. Helena Riegerová z Riegershofenu 1855–1928    | 4. Helena Riegerová z Riegershofenu 1855–1928    | 4. Helena Riegerová z Riegershofenu 1855–1928    | 4. Helena Riegerová z Riegershofenu 1855–1928    | 4. Helena Riegerová z Riegershofenu 1855–1928    | 4. Helena Riegerová z Riegershofenu 1855–1928    |                                                  |                                                  |                                                  |                                                  | x848. Theodor František Baillet de Latour */† 1848 | x848. Theodor František Baillet de Latour */† 1848 | x848. Theodor František Baillet de Latour */† 1848 | x848. Theodor František Baillet de Latour */† 1848 | x848. Theodor František Baillet de Latour */† 1848 | x848. Theodor František Baillet de Latour */† 1848 |                                     |                                     |  |  | x855. Viktor Jindřich Baillet de Latour 1850–1855 | x855. Viktor Jindřich Baillet de Latour 1850–1855 | x855. Viktor Jindřich Baillet de Latour 1850–1855 | x855. Viktor Jindřich Baillet de Latour 1850–1855 | x855. Viktor Jindřich Baillet de Latour 1850–1855 | x855. Viktor Jindřich Baillet de Latour 1850–1855 |  |  |                                               |                                               | 5. Helena Baillet de Latour 1854–1932         | 5. Helena Baillet de Latour 1854–1932         | 5. Helena Baillet de Latour 1854–1932         | 5. Helena Baillet de Latour 1854–1932         | 5. Helena Baillet de Latour 1854–1932 | 5. Helena Baillet de Latour 1854–1932 |  |  |                                            |                                            |                                            |                                            |                                            |                                            |  |  |  |  |                                         |                                         |                                         |                                         |                                         |                                         |  |  |                                                            |                                                            |                                                            |                                                            |                                                            |                                                            |  |  |
|                                   |                                   |                                   |                                   |                                          |                                          |                                          |                                          | 2. Jindřich Baillet de Latour 1847–1899  | 2. Jindřich Baillet de Latour 1847–1899  | 2. Jindřich Baillet de Latour 1847–1899 | 2. Jindřich Baillet de Latour 1847–1899 | 2. Jindřich Baillet de Latour 1847–1899   | 2. Jindřich Baillet de Latour 1847–1899   |                                           |                                           | 4. Helena Riegerová z Riegershofenu 1855–1928    | 4. Helena Riegerová z Riegershofenu 1855–1928    | 4. Helena Riegerová z Riegershofenu 1855–1928    | 4. Helena Riegerová z Riegershofenu 1855–1928    | 4. Helena Riegerová z Riegershofenu 1855–1928    | 4. Helena Riegerová z Riegershofenu 1855–1928    |                                                  |                                                  |                                                  |                                                  | x848. Theodor František Baillet de Latour */† 1848 | x848. Theodor František Baillet de Latour */† 1848 | x848. Theodor František Baillet de Latour */† 1848 | x848. Theodor František Baillet de Latour */† 1848 | x848. Theodor František Baillet de Latour */† 1848 | x848. Theodor František Baillet de Latour */† 1848 |                                     |                                     |  |  | x855. Viktor Jindřich Baillet de Latour 1850–1855 | x855. Viktor Jindřich Baillet de Latour 1850–1855 | x855. Viktor Jindřich Baillet de Latour 1850–1855 | x855. Viktor Jindřich Baillet de Latour 1850–1855 | x855. Viktor Jindřich Baillet de Latour 1850–1855 | x855. Viktor Jindřich Baillet de Latour 1850–1855 |  |  |                                               |                                               | 5. Helena Baillet de Latour 1854–1932         | 5. Helena Baillet de Latour 1854–1932         | 5. Helena Baillet de Latour 1854–1932         | 5. Helena Baillet de Latour 1854–1932         | 5. Helena Baillet de Latour 1854–1932 | 5. Helena Baillet de Latour 1854–1932 |  |  |                                            |                                            |                                            |                                            |                                            |                                            |  |  |  |  |                                         |                                         |                                         |                                         |                                         |                                         |  |  |                                                            |                                                            |                                                            |                                                            |                                                            |                                                            |  |  |
|                                   |                                   |                                   |                                   |                                          |                                          |                                          |                                          |                                          |                                          |                                         |                                         |                                           |                                           |                                           |                                           |                                                  |                                                  |                                                  |                                                  |                                                  |                                                  |                                                  |                                                  |                                                  |                                                  |                                                    |                                                    |                                                    |                                                    |                                                    |                                                    |                                     |                                     |  |  |                                                   |                                                   |                                                   |                                                   |                                                   |                                                   |  |  |                                               |                                               |                                               |                                               |                                               |                                               |                                       |                                       |  |  |                                            |                                            |                                            |                                            |                                            |                                            |  |  |  |  |                                         |                                         |                                         |                                         |                                         |                                         |  |  |                                                            |                                                            |                                                            |                                                            |                                                            |                                                            |  |  |
|                                   |                                   |                                   |                                   |                                          |                                          |                                          |                                          |                                          |                                          |                                         |                                         |                                           |                                           |                                           |                                           |                                                  |                                                  |                                                  |                                                  |                                                  |                                                  |                                                  |                                                  |                                                  |                                                  |                                                    |                                                    |                                                    |                                                    |                                                    |                                                    |                                     |                                     |  |  |                                                   |                                                   |                                                   |                                                   |                                                   |                                                   |  |  |                                               |                                               |                                               |                                               |                                               |                                               |                                       |                                       |  |  |                                            |                                            |                                            |                                            |                                            |                                            |  |  |  |  |                                         |                                         |                                         |                                         |                                         |                                         |  |  |                                                            |                                                            |                                                            |                                                            |                                                            |                                                            |  |  |
|                                   |                                   |                                   |                                   |                                          |                                          |                                          |                                          |                                          |                                          |                                         |                                         | x970. René Baillet de Latour 1878–1970    | x970. René Baillet de Latour 1878–1970    | x970. René Baillet de Latour 1878–1970    | x970. René Baillet de Latour 1878–1970    | x970. René Baillet de Latour 1878–1970           | x970. René Baillet de Latour 1878–1970           |                                                  |                                                  | x967. Johanna Wratislavová z Mitrowicz 1886–1967 | x967. Johanna Wratislavová z Mitrowicz 1886–1967 | x967. Johanna Wratislavová z Mitrowicz 1886–1967 | x967. Johanna Wratislavová z Mitrowicz 1886–1967 | x967. Johanna Wratislavová z Mitrowicz 1886–1967 | x967. Johanna Wratislavová z Mitrowicz 1886–1967 |                                                    |                                                    |                                                    |                                                    |                                                    |                                                    |                                     |                                     |  |  |                                                   |                                                   |                                                   |                                                   |                                                   |                                                   |  |  |                                               |                                               |                                               |                                               |                                               |                                               |                                       |                                       |  |  |                                            |                                            |                                            |                                            |                                            |                                            |  |  |  |  |                                         |                                         |                                         |                                         |                                         |                                         |  |  |                                                            |                                                            |                                                            |                                                            |                                                            |                                                            |  |  |
|                                   |                                   |                                   |                                   |                                          |                                          |                                          |                                          |                                          |                                          |                                         |                                         | x970. René Baillet de Latour 1878–1970    | x970. René Baillet de Latour 1878–1970    | x970. René Baillet de Latour 1878–1970    | x970. René Baillet de Latour 1878–1970    | x970. René Baillet de Latour 1878–1970           | x970. René Baillet de Latour 1878–1970           |                                                  |                                                  | x967. Johanna Wratislavová z Mitrowicz 1886–1967 | x967. Johanna Wratislavová z Mitrowicz 1886–1967 | x967. Johanna Wratislavová z Mitrowicz 1886–1967 | x967. Johanna Wratislavová z Mitrowicz 1886–1967 | x967. Johanna Wratislavová z Mitrowicz 1886–1967 | x967. Johanna Wratislavová z Mitrowicz 1886–1967 |                                                    |                                                    |                                                    |                                                    |                                                    |                                                    |                                     |                                     |  |  |                                                   |                                                   |                                                   |                                                   |                                                   |                                                   |  |  |                                               |                                               |                                               |                                               |                                               |                                               |                                       |                                       |  |  |                                            |                                            |                                            |                                            |                                            |                                            |  |  |  |  |                                         |                                         |                                         |                                         |                                         |                                         |  |  |                                                            |                                                            |                                                            |                                                            |                                                            |                                                            |  |  |
|                                   |                                   |                                   |                                   |                                          |                                          |                                          |                                          |                                          |                                          |                                         |                                         |                                           |                                           |                                           |                                           |                                                  |                                                  |                                                  |                                                  |                                                  |                                                  |                                                  |                                                  |                                                  |                                                  |                                                    |                                                    |                                                    |                                                    |                                                    |                                                    |                                     |                                     |  |  |                                                   |                                                   |                                                   |                                                   |                                                   |                                                   |  |  |                                               |                                               |                                               |                                               |                                               |                                               |                                       |                                       |  |  |                                            |                                            |                                            |                                            |                                            |                                            |  |  |  |  |                                         |                                         |                                         |                                         |                                         |                                         |  |  |                                                            |                                                            |                                                            |                                                            |                                                            |                                                            |  |  |
|                                   |                                   |                                   |                                   |                                          |                                          |                                          |                                          |                                          |                                          |                                         |                                         |                                           |                                           |                                           |                                           |                                                  |                                                  |                                                  |                                                  |                                                  |                                                  |                                                  |                                                  |                                                  |                                                  |                                                    |                                                    |                                                    |                                                    |                                                    |                                                    |                                     |                                     |  |  |                                                   |                                                   |                                                   |                                                   |                                                   |                                                   |  |  |                                               |                                               |                                               |                                               |                                               |                                               |                                       |                                       |  |  |                                            |                                            |                                            |                                            |                                            |                                            |  |  |  |  |                                         |                                         |                                         |                                         |                                         |                                         |  |  |                                                            |                                                            |                                                            |                                                            |                                                            |                                                            |  |  |
|                                   |                                   |                                   |                                   |                                          |                                          |                                          |                                          |                                          |                                          |                                         |                                         |                                           |                                           |                                           |                                           | 6. Eugenie Ernestina Baillet de Latour 1911–1941 | 6. Eugenie Ernestina Baillet de Latour 1911–1941 | 6. Eugenie Ernestina Baillet de Latour 1911–1941 | 6. Eugenie Ernestina Baillet de Latour 1911–1941 | 6. Eugenie Ernestina Baillet de Latour 1911–1941 | 6. Eugenie Ernestina Baillet de Latour 1911–1941 |                                                  |                                                  | Egon Kolowrat-Krakowský-Liebsteinský 1889–1971   | Egon Kolowrat-Krakowský-Liebsteinský 1889–1971   | Egon Kolowrat-Krakowský-Liebsteinský 1889–1971     | Egon Kolowrat-Krakowský-Liebsteinský 1889–1971     | Egon Kolowrat-Krakowský-Liebsteinský 1889–1971     | Egon Kolowrat-Krakowský-Liebsteinský 1889–1971     |                                                    |                                                    |                                     |                                     |  |  | Ernestina Helena Baillet de Latour 1914–2011      | Ernestina Helena Baillet de Latour 1914–2011      | Ernestina Helena Baillet de Latour 1914–2011      | Ernestina Helena Baillet de Latour 1914–2011      | Ernestina Helena Baillet de Latour 1914–2011      | Ernestina Helena Baillet de Latour 1914–2011      |  |  |                                               |                                               |                                               |                                               |                                               |                                               |                                       |                                       |  |  |                                            |                                            |                                            |                                            |                                            |                                            |  |  |  |  |                                         |                                         |                                         |                                         |                                         |                                         |  |  |                                                            |                                                            |                                                            |                                                            |                                                            |                                                            |  |  |
|                                   |                                   |                                   |                                   |                                          |                                          |                                          |                                          |                                          |                                          |                                         |                                         |                                           |                                           |                                           |                                           | 6. Eugenie Ernestina Baillet de Latour 1911–1941 | 6. Eugenie Ernestina Baillet de Latour 1911–1941 | 6. Eugenie Ernestina Baillet de Latour 1911–1941 | 6. Eugenie Ernestina Baillet de Latour 1911–1941 | 6. Eugenie Ernestina Baillet de Latour 1911–1941 | 6. Eugenie Ernestina Baillet de Latour 1911–1941 |                                                  |                                                  | Egon Kolowrat-Krakowský-Liebsteinský 1889–1971   | Egon Kolowrat-Krakowský-Liebsteinský 1889–1971   | Egon Kolowrat-Krakowský-Liebsteinský 1889–1971     | Egon Kolowrat-Krakowský-Liebsteinský 1889–1971     | Egon Kolowrat-Krakowský-Liebsteinský 1889–1971     | Egon Kolowrat-Krakowský-Liebsteinský 1889–1971     |                                                    |                                                    |                                     |                                     |  |  | Ernestina Helena Baillet de Latour 1914–2011      | Ernestina Helena Baillet de Latour 1914–2011      | Ernestina Helena Baillet de Latour 1914–2011      | Ernestina Helena Baillet de Latour 1914–2011      | Ernestina Helena Baillet de Latour 1914–2011      | Ernestina Helena Baillet de Latour 1914–2011      |  |  |                                               |                                               |                                               |                                               |                                               |                                               |                                       |                                       |  |  |                                            |                                            |                                            |                                            |                                            |                                            |  |  |  |  |                                         |                                         |                                         |                                         |                                         |                                         |  |  |                                                            |                                                            |                                                            |                                                            |                                                            |                                                            |  |  |
|                                   |                                   |                                   |                                   |                                          |                                          |                                          |                                          |                                          |                                          |                                         |                                         |                                           |                                           |                                           |                                           |                                                  |                                                  |                                                  |                                                  |                                                  |                                                  |                                                  |                                                  |                                                  |                                                  |                                                    |                                                    |                                                    |                                                    |                                                    |                                                    |                                     |                                     |  |  |                                                   |                                                   |                                                   |                                                   |                                                   |                                                   |  |  |                                               |                                               |                                               |                                               |                                               |                                               |                                       |                                       |  |  |                                            |                                            |                                            |                                            |                                            |                                            |  |  |  |  |                                         |                                         |                                         |                                         |                                         |                                         |  |  |                                                            |                                                            |                                                            |                                                            |                                                            |                                                            |  |  |
|                                   |                                   |                                   |                                   |                                          |                                          |                                          |                                          |                                          |                                          |                                         |                                         |                                           |                                           |                                           |                                           |                                                  |                                                  |                                                  |                                                  |                                                  |                                                  |                                                  |                                                  |                                                  |                                                  |                                                    |                                                    |                                                    |                                                    |                                                    |                                                    |                                     |                                     |  |  |                                                   |                                                   |                                                   |                                                   |                                                   |                                                   |  |  |                                               |                                               |                                               |                                               |                                               |                                               |                                       |                                       |  |  |                                            |                                            |                                            |                                            |                                            |                                            |  |  |  |  |                                         |                                         |                                         |                                         |                                         |                                         |  |  |                                                            |                                                            |                                                            |                                                            |                                                            |                                                            |  |  |
|                                   |                                   |                                   |                                   |                                          |                                          |                                          |                                          |                                          |                                          |                                         |                                         | I. Ernst Kraus 1938–?                     | I. Ernst Kraus 1938–?                     | I. Ernst Kraus 1938–?                     | I. Ernst Kraus 1938–?                     | I. Ernst Kraus 1938–?                            | I. Ernst Kraus 1938–?                            |                                                  |                                                  | Františka Kolowrat-Krakowská-Liebsteinská 1941–? | Františka Kolowrat-Krakowská-Liebsteinská 1941–? | Františka Kolowrat-Krakowská-Liebsteinská 1941–? | Františka Kolowrat-Krakowská-Liebsteinská 1941–? | Františka Kolowrat-Krakowská-Liebsteinská 1941–? | Františka Kolowrat-Krakowská-Liebsteinská 1941–? |                                                    |                                                    | II. Mirek Ziegel 1943–?                            | II. Mirek Ziegel 1943–?                            | II. Mirek Ziegel 1943–?                            | II. Mirek Ziegel 1943–?                            | II. Mirek Ziegel 1943–?             | II. Mirek Ziegel 1943–?             |  |  |                                                   |                                                   |                                                   |                                                   |                                                   |                                                   |  |  |                                               |                                               |                                               |                                               |                                               |                                               |                                       |                                       |  |  |                                            |                                            |                                            |                                            |                                            |                                            |  |  |  |  |                                         |                                         |                                         |                                         |                                         |                                         |  |  |                                                            |                                                            |                                                            |                                                            |                                                            |                                                            |  |  |
|                                   |                                   |                                   |                                   |                                          |                                          |                                          |                                          |                                          |                                          |                                         |                                         | I. Ernst Kraus 1938–?                     | I. Ernst Kraus 1938–?                     | I. Ernst Kraus 1938–?                     | I. Ernst Kraus 1938–?                     | I. Ernst Kraus 1938–?                            | I. Ernst Kraus 1938–?                            |                                                  |                                                  | Františka Kolowrat-Krakowská-Liebsteinská 1941–? | Františka Kolowrat-Krakowská-Liebsteinská 1941–? | Františka Kolowrat-Krakowská-Liebsteinská 1941–? | Františka Kolowrat-Krakowská-Liebsteinská 1941–? | Františka Kolowrat-Krakowská-Liebsteinská 1941–? | Františka Kolowrat-Krakowská-Liebsteinská 1941–? |                                                    |                                                    | II. Mirek Ziegel 1943–?                            | II. Mirek Ziegel 1943–?                            | II. Mirek Ziegel 1943–?                            | II. Mirek Ziegel 1943–?                            | II. Mirek Ziegel 1943–?             | II. Mirek Ziegel 1943–?             |  |  |                                                   |                                                   |                                                   |                                                   |                                                   |                                                   |  |  |                                               |                                               |                                               |                                               |                                               |                                               |                                       |                                       |  |  |                                            |                                            |                                            |                                            |                                            |                                            |  |  |  |  |                                         |                                         |                                         |                                         |                                         |                                         |  |  |                                                            |                                                            |                                                            |                                                            |                                                            |                                                            |  |  |